# 天主教萨珀教区
天主教薩珀教區（拉丁語：Dioecesis Sappensis）是羅馬天主教在阿爾巴尼亞的一個教區，屬斯庫台-普爾特總教區。
總教區範圍包括庫克斯州全州和斯庫台州普克區。2010年有教友70,300人（佔轄區人口34.6%）、三十二個堂區、十五名司鐸。現任教區主教為盧茨揚·瓦古斯蒂尼。
1062年成立。1947至2000年由於阿爾巴尼亞實行無神論，主教處於出缺狀態。